# Сандра Тіґпен
Сандра Тіґпен (англ. Sandra Thigpen; нар. 2 серпня 1968, Ямайка) — американська акторка театру, кіно та телебачення.

## Фільмографія
| Рік  |    | Українська назва            | Оригінальна назва          | Роль                           |
| ---- | -- | --------------------------- | -------------------------- | ------------------------------ |
| 2020 | с  | Булл                        | Bull                       |                                |
| 2019 | с  | Молоді та зухвалі           | The Young and the Restless | Клей                           |
| 2018 | с  | Новобранець                 | The Rookie                 | мати Тайсона                   |
| 2017 | с  | Особливо тяжкі злочини      | Major Crimes               | Леслі Краус                    |
| 2016 | с  | Касл                        | Castle                     | Місіс Кірбі                    |
| 2014 | с  | Криза                       | Crisis                     | місіс Ярров                    |
| 2012 | с  | Менталіст                   | The Mentalist              | Лаверія Коул                   |
| 2010 | с  | Мемфіс Біт                  | Memphis Beat               | Ширлі                          |
| 2007 | с  | Анатомія Ґрей               | Grey's Anatomy             | Клара Флінн                    |
| 2007 | с  | Брудні сексуальні гроші     | Dirty Sexy Money           | Гарпер Девіс                   |
| 2007 | с  | NCIS: Полювання на вбивць   | NCIS                       | Медсестра Енні Гейз, медсестра |
| 2003 | с  | Все про Андерсонів          | All About the Andersons    | Джекі                          |
| 2003 | с  | C.S.I.: Місце злочину Маямі | CSI: Miami                 | детектив Рібул                 |
| 2002 | ф  | Дзвінок                     | The Ring                   | вчителька                      |
| 2001 | ф  | Мавп'яча паща               | Monkeybone                 | Еліс                           |
| 2001 | с  | Детектив Неш Бріджес        | Nash Bridges               | Сьюзен Ґентрі                  |
| 2001 | с  | Справедлива Емі             | Judging Amy                | місіс Кроу                     |
| 2000 | тф | Американська трагедія       | American Tragedy           | Джанетт Гарріс                 |
| 1998 | с  | Друзі                       | Friends                    | керівниця сцени у театрі       |
| 1997 | ф  | У ліжку з дияволом          | Sleeping with the Devil    | Сьюзен                         |
| 1996 | с  | Ренегат                     | Renegade                   | Вікі                           |
| 1996 | ф  | Кабельник                   | The Cable Guy              | епізодична роль                |
| 1995 | с  | Метлок                      | Matlock                    | жінка                          |
| 1994 | с  | Грім у раю                  | Thunder in Paradise        | Цитра                          |
| 1994 | с  | Морські пригоди             | seaQuest DSV               | технік                         |
| 1994 | ф  | Радіо всередині             | Radio Inside               | Джина                          |
| 1993 | с  | Південний пляж              | South Beach                | секретарка                     |